# Centorisoma ussuriense
Centorisoma ussuriense är en tvåvingeart som beskrevs av Nartshuk 1965. Centorisoma ussuriense ingår i släktet Centorisoma och familjen fritflugor. Inga underarter finns listade i Catalogue of Life.